# Мариамна (третья жена Ирода)
Мариамна — третья жена иудейского царя Ирода Великого. Отличалась красотой, за что и приглянулась Ироду несколько лет спустя после казни его предыдущей жены — Мариамны из дома Хасмонеев.
Была дочерью Симона бен-Боэтуса, человека низкого звания. Чтобы дать ей известное общественное положение, прежде чем сделать своей женой, Ирод возвёл её отца в иерусалимские первосвященники (25 год до н. э.).
Ирод Великий впоследствии развёлся с Мариамной, и Симон лишился первосвященнического поста.
Единственный сын Мариамны, Ирод Боэт, женился на Иродиаде и считался наследником своего отца, Ирода Великого, у которого был четвёртым сыном.